# Grand Prix automobile d'Espagne 1989
GP précédent GP suivant
Le Grand Prix automobile d'Espagne 1989 (Gran Premio Tio Pepe de España), disputé sur le circuit de Jerez le 1er octobre 1989, est la dix-neuvième édition du Grand Prix, la 482e épreuve du championnat du monde de Formule 1 courue depuis 1950 et la quatorzième manche du championnat 1989.

## Course

### Classement de la course
| Pos. | No | Pilote                | Écurie                | Tours | Temps/Abandon                      | Grille | Points |
| ---- | -- | --------------------- | --------------------- | ----- | ---------------------------------- | ------ | ------ |
| 1    | 1  | Ayrton Senna          | McLaren-Honda         | 73    | 1 h 47 min 48 s 264 (171,374 km/h) | 1      | 9      |
| 2    | 28 | Gerhard Berger        | Ferrari               | 73    | + 27 s 051                         | 2      | 6      |
| 3    | 2  | Alain Prost           | McLaren-Honda         | 73    | + 53 s 788                         | 3      | 4      |
| 4    | 4  | Jean Alesi            | Tyrrell-Ford          | 72    | + 1 tour                           | 9      | 3      |
| 5    | 6  | Riccardo Patrese      | Williams-Renault      | 72    | + 1 tour                           | 6      | 2      |
| 6    | 30 | Philippe Alliot       | Larrousse-Lamborghini | 72    | + 1 tour                           | 5      | 1      |
| 7    | 22 | Andrea De Cesaris     | BMS Dallara-Ford      | 72    | + 1 tour                           | 15     |        |
| 8    | 11 | Nelson Piquet         | Lotus-Judd            | 71    | + 2 tours                          | 7      |        |
| 9    | 9  | Derek Warwick         | Arrows-Ford           | 71    | + 2 tours                          | 16     |        |
| 10   | 3  | Jonathan Palmer       | Tyrrell-Ford          | 71    | + 2 tours                          | 13     |        |
| Abd. | 10 | Eddie Cheever         | Arrows-Ford           | 61    | Moteur                             | 22     |        |
| Abd. | 20 | Emanuele Pirro        | Benetton-Ford         | 59    | Sortie de piste                    | 10     |        |
| Abd. | 21 | Alex Caffi            | BMS Dallara-Ford      | 55    | Moteur                             | 23     |        |
| Abd. | 7  | Martin Brundle        | Brabham-Judd          | 51    | Sortie de piste                    | 8      |        |
| Abd. | 15 | Mauricio Gugelmin     | March-Judd            | 47    | Collision                          | 26     |        |
| Abd. | 24 | Luis Pérez-Sala       | Minardi-Ford          | 47    | Sortie de piste                    | 20     |        |
| Abd. | 5  | Thierry Boutsen       | Williams-Renault      | 40    | Pompe à essence                    | 21     |        |
| Abd. | 26 | Olivier Grouillard    | Ligier-Ford           | 34    | Moteur                             | 24     |        |
| Abd. | 23 | Pierluigi Martini     | Minardi-Ford          | 27    | Sortie de piste                    | 4      |        |
| Abd. | 16 | Ivan Capelli          | March-Judd            | 23    | Différentiel                       | 19     |        |
| Abd. | 37 | Jyrki Järvilehto      | Onyx-Ford             | 20    | Boîte de vitesses                  | 17     |        |
| Abd. | 18 | Piercarlo Ghinzani    | Osella-Ford           | 17    | Boîte de vitesses                  | 25     |        |
| Abd. | 19 | Alessandro Nannini    | Benetton-Ford         | 14    | Sortie de piste                    | 14     |        |
| Abd. | 8  | Stefano Modena        | Brabham-Judd          | 11    | Moteur                             | 12     |        |
| Abd. | 17 | Nicola Larini         | Osella-Ford           | 6     | Accident                           | 11     |        |
| Abd. | 12 | Satoru Nakajima       | Lotus-Judd            | 0     | Collision                          | 18     |        |
| Nq.  | 25 | René Arnoux           | Ligier-Ford           |       | Non qualifié                       |        |        |
| Nq.  | 39 | Pierre-Henri Raphanel | Rial-Ford             |       | Non qualifié                       |        |        |
| Nq.  | 38 | Gregor Foitek         | Rial-Ford             |       | Non qualifié                       |        |        |
| Npq. | 40 | Gabriele Tarquini     | AGS-Ford              |       | Non préqualifié                    |        |        |
| Npq. | 36 | Stefan Johansson      | Onyx-Ford             |       | Non préqualifié                    |        |        |
| Npq. | 31 | Roberto Moreno        | Coloni-Ford           |       | Non préqualifié                    |        |        |
| Npq. | 29 | Michele Alboreto      | Larrousse-Lamborghini |       | Non préqualifié                    |        |        |
| Npq. | 34 | Bernd Schneider       | Zakspeed-Yamaha       |       | Non préqualifié                    |        |        |
| Npq. | 41 | Yannick Dalmas        | AGS-Ford              |       | Non préqualifié                    |        |        |
| Npq. | 35 | Aguri Suzuki          | Zakspeed-Yamaha       |       | Non préqualifié                    |        |        |
| Npq. | 33 | Oscar Larrauri        | Eurobrun-Judd         |       | Non préqualifié                    |        |        |
| Npq. | 32 | Enrico Bertaggia      | Coloni-Ford           |       | Non préqualifié                    |        |        |

### Pole position et record du tour
- Pole position :  Ayrton Senna (McLaren-Honda) en 1 min 20 s 291 (vitesse moyenne : 189,122 km/h)[2].
- Meilleur tour en course :  Ayrton Senna (McLaren-Honda) en 1 min 25 s 779 au 55e tour (vitesse moyenne : 177,022 km/h)[3].

### Tours en tête
- Ayrton Senna (McLaren-Honda) : 73 tours (1-73)[4].

## Statistiques
- 20e victoire pour Ayrton Senna.
- 80e victoire pour McLaren en tant que constructeur.
- 52e victoire pour Honda en tant que motoriste.
- 1er départ pour Jyrki Järvilehto.
- Une seule Ferrari engagée du fait de l'absence de Nigel Mansell, suspendu pour avoir ignoré un drapeau noir lors du Grand Prix précédent.